# A férjem védelmében
A férjem védelmében (eredeti cím: The Good Wife) amerikai televíziós jogi és politikai drámasorozat, amelyet a CBS csatornán vetítettek, 2009. szeptember 22-étől 2016. május 8-áig. A sorozat Alicia Florrick, a Cook megyei államügyész felesége, életét követi, aki visszatér jogi karrierjéhez, miután férje szex és korrupciós ügyei kiderülnek. A sorozatot Robert és Michelle King készítette, főszerepben többek között Julianna Margulies, Josh Charles, Christine Baranski, Matt Czuchry, Archie Panjabi, és Alan Cumming, valamint visszatérő szerepben Chris Noth látható. A sorozatot több részen átívelő történetszálak jellemzik, valamint részenként különböző ügyekkel foglalkoznak, amelyeket a rész végére meg is oldanak. A sorozatban megjelenő cselekmények kifejezetten a sokat dicsért ötödik évadban kerülnek előtérbe. Ez a műfaj nem jellemző a CBS-re, mivel főleg olyan sorozatokat vetítenek, amelyekben egy részen belül oldanak meg mindent.
A sorozat sok elismert díjat nyert, köztük öt Emmy-díjat és a 2014-es Television Critics Association díját a Kiemelkedő eredmények a drámában kategóriában. A sorozat gárdájának színészi teljesítményét különösen méltatták, köztük Julianna Margulies alakítását Alicia szerepében. Széleskörű elismerést kapott emiatt a közösségi médiába való betekintésért és az internet használatának bemutatásában a társadalomban, politikában és törvénykezésben. A jelenlegi trenddel, amellyel a sorozatokat készítik és írják, A férjem védelmében sok kritikus szerint a hálózati televíziózás egyik utolsó nagy drámája a 22 részes évadaival, míg más, a jövőben vetített sorozatok a rövidebb, 6-12 részes évadokat részesítik előnyben. A CBS egy bemutatóban jelentette be a Super Bowl 50 közben, 2016. február 7-én, hogy a hetedik lesz a sorozat utolsó évada. Az utolsó epizód 2016. május 8-án került adásba.

## Szereplők

### Főszereplők
| Színész             | Karakter        | Magyar hang     | Magyar hang          | Megjelenés | Megjelenés | Megjelenés | Megjelenés | Megjelenés | Megjelenés | Megjelenés |
| Színész             | Karakter        | 1. változat     | 2. változat          | 1. évad    | 2. évad    | 3. évad    | 4. évad    | 5. évad    | 6. évad    | 7. évad    |
| ------------------- | --------------- | --------------- | -------------------- | ---------- | ---------- | ---------- | ---------- | ---------- | ---------- | ---------- |
| Julianna Margulies  | Alicia Florrick | Németh Kriszta  | Kováts Adél          | Fő         | Fő         | Fő         | Fő         | Fő         | Fő         | Fő         |
| Matt Czuchry        | Cary Agos       | Molnár Levente  | Szabó Máté           | Fő         | Fő         | Fő         | Fő         | Fő         | Fő         | Fő         |
| Archie Panjabi      | Kalinda Sharma  | Ruttkay Laura   | Zakariás Éva         | Fő         | Fő         | Fő         | Fő         | Fő         | Fő         |            |
| Graham Phillips     | Zach Florrick   | Penke Bence     | Kováts Dániel        | Fő         | Fő         | Fő         | Fő         | Fő         | Fő         | Fő         |
| Makenzie Vega       | Grace Florrick  | Tamási Nikolett | Laudon Andrea        | Fő         | Fő         | Fő         | Fő         | Fő         | Fő         | Fő         |
| Josh Charles        | Will Gardner    | Czvetkó Sándor  | Bozsó Péter          | Fő         | Fő         | Fő         | Fő         | Fő         | Vendég     | Vendég     |
| Christine Baranski  | Diane Lockhart  | Kocsis Mariann  | Andresz Kati         | Fő         | Fő         | Fő         | Fő         | Fő         | Fő         | Fő         |
| Alan Cumming        | Eli Gold        | Kassai Károly   |                      | Visszatérő | Fő         | Fő         | Fő         | Fő         | Fő         | Fő         |
| Zach Grenier        | David Lee       |                 |                      | Visszatérő | Visszatérő | Visszatérő | Visszatérő | Fő         | Fő         | Fő         |
| Matthew Goode       | Finn Polmar     |                 |                      |            |            |            |            | Fő         | Fő         |            |
| Cush Jumbo          | Lucca Quinn     |                 |                      |            |            |            |            |            |            | Fő         |
| Jeffrey Dean Morgan | Jason Crouse    |                 | Szabó Sipos Barnabás |            |            |            |            |            |            | Fő         |

### Visszatérő szereplők
| Chris Noth             | Peter Florrick         | Vass Gábor    | Kőszegi Ákos | Visszatérő | Visszatérő | Visszatérő | Visszatérő | Visszatérő | Visszatérő | Visszatérő |  |  |
| Mary Beth Peil         | Jackie Florrick        | Kassai Ilona  | Kassai Ilona | Visszatérő | Visszatérő | Visszatérő | Visszatérő | Visszatérő | Visszatérő | Visszatérő |  |  |
| Renée Elise Goldsberry | Geneva Pine            |               |              | Visszatérő | Visszatérő | Visszatérő | Visszatérő | Visszatérő | Visszatérő | Vendég     |  |  |
| Michael Boatman        | Julius Cain            | Láng Balázs   |              | Visszatérő | Visszatérő | Visszatérő |            | Visszatérő | Vendég     |            |  |  |
| Mike Colter            | Lemond Bishop          | Király Attila |              | Visszatérő | Visszatérő | Vendég     | Visszatérő | Visszatérő | Visszatérő |            |  |  |
| Denis O'Hare           | Charles Abernathy bíró |               |              | Visszatérő | Visszatérő | Vendég     | Visszatérő |            | Vendég     | Vendég     |  |  |
| Chris Butler           | Matan Brody            |               |              | Visszatérő | Visszatérő | Vendég     | Vendég     | Visszatérő | Visszatérő | Visszatérő |  |  |
| David Fonteno          | Robert Parks bíró      |               |              | Visszatérő | Visszatérő | Vendég     | Vendég     | Vendég     | Visszatérő |            |  |  |
| Titus Welliver         | Glenn Childs           | Forgács Gábor |              | Visszatérő | Visszatérő | Vendég     |            |            |            |            |  |  |
| Dreama Walker          | Becca                  | Dögei Éva     |              | Visszatérő | Visszatérő |            |            | Vendég     |            |            |  |  |
| Gbenga Akinnagbe       | Isaiah Easton          |               |              | Visszatérő | Visszatérő |            |            |            | Visszatérő |            |  |  |
| Sonequa Martin-Green   | Courtney Wells         |               |              | Visszatérő | Visszatérő |            |            |            |            |            |  |  |
| Pedro Pascal           | Nathan Landry          |               |              | Visszatérő | Visszatérő |            |            |            |            |            |  |  |
| Jill Flint             | Lana Delaney           |               |              | Visszatérő | Vendég     | Visszatérő | Visszatérő |            | Visszatérő |            |  |  |
| Gary Cole              | Kurt McVeigh           |               |              | Visszatérő | Vendég     | Vendég     | Vendég     | Visszatérő | Visszatérő | Visszatérő |  |  |
| Martha Plimpton        | Patti Nyholm           |               |              | Visszatérő | Vendég     | Vendég     | Vendég     |            |            |            |  |  |
| David Paymer           | Richard Cuesta bíró    |               |              | Visszatérő | Vendég     | Vendég     |            |            | Visszatérő | Visszatérő |  |  |
| Kevin Conway           | Jonas Stern            |               |              | Visszatérő | Vendég     |            |            |            |            |            |  |  |
| Kim Shaw               | Amber Madison          |               |              | Visszatérő | Vendég     |            |            |            |            |            |  |  |
| Carrie Preston         | Elsbeth Tascioni       |               |              | Visszatérő |            | Visszatérő | Visszatérő | Visszatérő | Visszatérő | Vendég     |  |  |

## Epizódok
| Évad | Évad | Részek száma | Részek száma | Eredeti sugárzás     | Eredeti sugárzás  | Eredeti adó |
| Évad | Évad | Részek száma | Részek száma | Évadbemutató         | Évadzáró          | Eredeti adó |
| ---- | ---- | ------------ | ------------ | -------------------- | ----------------- | ----------- |
|      | 1.   | 23           | 23           | 2009. szeptember 22. | 2010. május 25.   | CBS         |
|      | 2.   | 23           | 23           | 2010. szeptember 28. | 2011. május 17.   | CBS         |
|      | 3.   | 22           | 22           | 2011. szeptember 25. | 2012. április 29. | CBS         |
|      | 4.   | 22           | 22           | 2012. szeptember 30. | 2013. április 28. | CBS         |
|      | 5.   | 22           | 22           | 2013. szeptember 29. | 2014. május 18.   | CBS         |
|      | 6.   | 22           | 22           | 2014. szeptember 21. | 2015. május 10.   | CBS         |
|      | 7.   | 22           | 22           | 2015. október 4.     | 2016. május 8.    | CBS         |

## Áttekintés

### Első évad
Mint új partner Chicago egyik kiemelkedő ügyvédi irodájánál, Alicia Florrick csatlakozik régi barátjához, egyetemi csoporttársához és cégtulajdonoshoz, Will Gardnerhez, aki szeretné régebbi kapcsolatukat újraéleszteni. A cég legjobb ügyvédje és másik tulajdonosa, Diane Lockhart elégedett Alicia munkájával és kapcsolataival, így a próbaidő után állandó társsá léptetik elő. Alicia Cary Agos ellen nyerte el a pozíciót, aki ezután bosszútól vezérelve az államügyészi hivatalban helyezkedik el. Alicia összebarátkozik a makacs és rejtélyes Kalindával, a cég saját nyomozójával. Ahogy napról-napra nő Alicia önbizalma a megszégyenült és kigúnyolt feleségből egy kitartó karrierista nő lesz, főleg annak érdekében, hogy stabil otthont teremtsen két gyermekének, a 14 éves Zachnek és a 13 éves Grace-nek. Miután Petert felmentik és kiengedik a börtönből a tapasztalt Eli Gold segítségével azt tervezi, hogy újra indul a választáson, eközben Alicia újraértékeli önmagát és saját szerepét a családjában.

### Második évad
A második évad ugyanott veszi fel a fonalat, ahol az első véget ért: Alicia és Will arról beszélgetnek, hogyan tudnának úgy viszonyt folytatni egymással, hogy ne derüljön ki. Mielőtt döntenének, Eli Gold megszerzi Alicia telefonját és letöröl egy fontos hangüzenetet Willtől. Mivel Alicia úgy gondolja, hogy Willnek nincs semmilyen ötlete, elnyomja az érzéseit iránta, így a munkában töltött idő elég kellemetlenné válik számukra, amikor egymás közelében vannak. Alicia gyakran kerül szembe régi munkatársával, Cary-vel, miután felvették megbízott államügyésznek. Peter elkezdi kampányát a jelenlegi államügyész, Glenn Childs ellen. Egy új partner, Derrick Bond, csatlakozik a céghez. Will és Diane között viszály alakul ki, amikor Will Derrick felvetései mellett áll ki. Diane megkéri Kalindát, hogy nézzen utána Will és Derrick múltjának: Kalinda rájön, hogy Will régi cégénél kapcsolatban voltak. Eközben egy új nyomozó is csatlakozik a céghez, Blake Calamar, akit Derrick hoz magával. Blake elhatározza, hogy utánanéz Kalinda múltjának. Amikor Will rájön, hogy Derrick félrevezeti őt, ő és Diane eltávolítják a cégből, de csak miután megszerzett nekik egy új ügyfelet, aki évi 100 millió dollárt hoz a céghez. Blake rájön, hogy Kalinda Leela-ról változtatta meg a nevét és, hogy lefeküdt Peter Florickkal, amikor még együtt dolgoztak az államügyészi hivatalban. Az estén, amikor Petert újra megválasztják, Alicia elhagyja Petert, amikor rájön a viszonyra, majd szexuális kapcsolatba keveredik Willel.

### Harmadik évad
Alicia egyre közelebb kerül ahhoz, hogy ő is cégtulajdonos legyen, kapcsolata Willel tovább folytatódik. A 29. emeleten kap egy irodát, ő lesz az egyetlen harmadéves ügyvéd saját irodával azon a szinten. Eli Gold csatlakozik a céghez, hogy felkészüljön Peter kampányára az Illinois állami kormányzói székért, eközben Alicia a kapocs a cég és a kampány között. Peter, mint új államügyész, ügyről-ügyre a Lockhart & Gardner ellen harcol, miközben a cég rövid távú fizetőképességi problémával szembesül. Diane és Will egy konkurens iroda csődeljárási osztályát próbálja megszerezni, amely a dupla süllyedésű recesszió miatt kényszerül a bezárásra és közben rájönnek, hogy ez az egyetlen terület, amely túl fogja élni a recessziót. Diane gyanakodni kezd Alicia és Will kapcsolatára. Az évad közepe körül Alicia véget vet a viszonynak, amikor rájön, hogy a saját érdekeit a gyermekei elé helyezte. Az évad második felében Willt megvádolják egy olyan bűncselekményért, amelyet még az előző munkahelyén követett el és végül hat hónap felfüggesztést kap. Kiderül, hogy Kalindának van egy férje, aki keresi őt.

### Negyedik évad
A negyedik évad a cég törekvéseire fókuszál, ahogy próbálnak kijönni a csődből, miután Louis Canning és Patti Nyholm szövetkeznek, hogy tönkretegyék őket. Clarke Haydent azzal bízzák meg, hogy felügyelje a céget, de Diane és Will nem örül, amikor az útjukba áll. Hogy pénzhez jussanak, néhány ügyvédnek tulajdonosi részt ajánlanak fel, mert szükségük van a befizetésükre. Amikor a tartozást rendezik, csak Alicia-t teszik partnerré, a többiek ajánlatát elhalasztják. Cary összeáll a többi negyedéves ügyvéddel, hogy saját céget alapítsanak. Közben Peter Florrick elindul a kormányzói választáson, ismét Eli vezeti a kampányt, bár megnehezíti a dolgokat, amikor rájön, hogy nyomoznak utána. Alicia összebarátkozik a férje kampányát szponzoráló Maddie Haywarddal, de végül kiderül, hogy ő is elindul a választáson Mike Kresteva és Peter ellen. Egy másik szálon Kalinda múltja tér vissza kísérteni őt, férje, Nick személyében. Amikor fenyegetni kezdi a hozzá közel állókat, rájön, hogy el kell őt távolítania. A cég felvesz egy új nyomozót, Robyn Burdinet, hogy segítse a munkáját. Alicia újra összejön Peterrel, de nehezen tudja elnyomni az érzéseit Will iránt. Az évad Peter kormányzói győzelmével végződik, valamint Alicia eldönti, hogy kilép a Lockhart Gardnerből és csatlakozik Caryhez.

### Ötödik évad
Alicia és Cary magukkal viszik a Lockhart/Gardner (LG) néhány ügyfelét is az új céghez, de a túlélésért kell küzdeniük régi munkáltatóik erőszakos visszavágásai miatt. Eli-nak, Peter vezérkari főnökének, gondjai akadnak Marylin Garbanzával. Eközben egy hamis szavazattal teli urna utáni nyomozás Peter karrierjébe kerülhet. A 15. rész végén Will Gardnert ügyfele halálosan megsebesíti az egyik tárgyalóteremben. Halálának óriási hatása van a karakterekre, különösen Alicia-ra, Dianere és Kalindára nézve. Egy új ügyész is felbukkan, Finn Polmar, aki hamar összebarátkozik Alicia-val. Alicia elhatározza, hogy ismét elhagyja Petert, de házasok maradnak, mivel ez mindkettejük karrierjének kedvez. Louis Canning csatlakozik a Lockhart/Gardnerhez; ő és David Lee szövetkeznek, hogy eltávolítsák Diane-t a cégből. Az évad végén Diane megkérdezi, hogy csatlakozhat-e a Florrick/Agoshoz a 38 millió dolláros ügyfélbázisával. Zach egyetemre megy, Eli szeretné, hogy Alicia, induljon a következő államügyészi választáson.

### Hatodik évad
A hatodik évadban Alicia-nak több érdekes lehetőség is felkínálkozik: indulhatna az államügyészi választáson, vagy elcsábíthatná Diane-t az új cégéhez, hogy együtt folytassák a küzdelmet a kegyetlen chicagoi törvénykezésben. Cary börtönbe kerül, 1.3 millió dollár értékű heroin kereskedésével vádolják. Diane csatlakozik a Florrick/Agoshoz. Óvadék ellenében Cary-t kiengedik a börtönből, de 30 lábnál közelebb nem mehet Kalindához. Diane talál egy kiskaput a Lockhart/Gardner és Canning irodabérlési szerződésében és sikerül a helyükre költözniük. Cary-t felmentik minden vád alól, részben, mivel Kalinda bizonyítékot hamisított. Alicia megnyeri a választásokat, de később megvádolják, hogy csalással nyert, így vissza kell lépnie, mivel a Demokrata Párt sem támogatja. Kalindának sikerül információkat átmásolnia Bishop gépéről, így Bishopot letartóztatják. Mivel rájönnek, hogy Kalinda áll a kiszivárgott információk mögött, el kell köszönnie Cary-től, Diane-től és Alicia-tól, majd eltűnik.

### Hetedik évad
Alicia hagyja, hogy Peter elinduljon az alelnöki választáson, Hillary Clinton ellen. Eli felveszi Ruth Eastmant, de kiderül, hogy Eli helyett ő lesz a kampány menedzser. Alicia egyedül kezd el dolgozni, felbérel egy magánnyomozót, Jason Crouse-t. Alicia új barátra lel Lucca Quinn személyében. A későbbiekben Peter után újra nyomozás indul, újabb korrupciós ügyek miatt, de ezúttal a gyilkosság is szerepel a vádak között. Peter Elsbeth Tascioni férjét, Mike-ot kéri fel, hogy legyen az ügyvédje, de később Diane veszi át a helyét. Alicia szeretne elválni Petertől, aki beleegyezik ebbe, de csak ha vége lesz a tárgyalásnak. Mivel Jason szerint Alicia nem fog elválni Petertől, ha börtönbe kerül, így Alicia mindent megtesz, hogy férje ártatlanságát bizonyítsa, különösen, miután Grace is bejelenti, hogy nem megy egyetemre, ha apját bűnösnek találják. Alicia rájön, hogyan bizonyíthatná Peter ártatlanságát, de ehhez Diane férjét, Kurt-öt kellene lejáratnia, mivel hibát vétett, amikor a gyilkossághoz használt fegyvert elemezte. Alicia meggyőzi Lucca-t, hogy amikor Kurt tanúskodik, utaljon Kurt meggondolatlanságára és hűtlenségére is, de ezzel közben Diane-t is megalázzák. Eli rájön, hogy mindvégig Alicia-ban lett volna meg a politikai karrier lehetősége. Peter alkut köt, hogy lemond a kormányzóságról, börtönbe azonban nem kell mennie. Utolsó kérése Alicia felé, hogy álljon ki vele a média elé, amikor lemond a tisztségről. Ahogy vége a sajtótájékoztatónak, Alicia Jason után rohan, akit úgy hisz, egy folyosón látott. Miután kiderül, hogy nem Jason volt az, Diane tűnik fel, aki felpofozza Alicia-t, majd elsétál. Alica egyedül marad a folyosón, ráébredve tetteire, majd összeszedi magát és ő is elsétál, homályban hagyva Jasonnal való kapcsolatát, karrierjét és politikai pályafutását.

## Díjak
- Golden Globe-díj: Julianna Margulies - legjobb női televíziós alakítás dráma kategóriában

## Fordítás
- Ez a szócikk részben vagy egészben  a   The Good Wife című angol Wikipédia-szócikk ezen változatának fordításán alapul.  Az eredeti cikk szerkesztőit annak laptörténete sorolja fel. Ez a jelzés csupán a megfogalmazás eredetét és a szerzői jogokat jelzi, nem szolgál a cikkben szereplő információk forrásmegjelöléseként.